# Carios dusbabeki
Carios dusbabeki är en fästingart som beskrevs av Cerny 1967. Carios dusbabeki ingår i släktet Carios och familjen mjuka fästingar.
Artens utbredningsområde är Kuba. Inga underarter finns listade.